# 1953 في التلفزيون البريطاني
هذه قائمة بالأحداث المتعلقة التي حدثت بالتلفزيون البريطاني منذ عام 1953.

## الأحداث

### يناير
- لا أحداث.

### فبراير
- لا أحداث.

### مارس
- لا أحداث.

### أبريل
- لا أحداث.

### مايو
- 1 مايو - بي بي سي تقدم أجهزة إرسال تلفزيونية في بونتوب بايك (مقاطعة دورهام) وجلينكيرن (بلفاست) لتحسين التغطية قبل بث التتويج.

### يونيو
- 2 يونيو - تم عرض تتويج الملكة إليزابيث الثانية على التلفزيون في المملكة المتحدة على خدمة تلفزيون بي بي سي.[1] ارتفعت مبيعات أجهزة التلفزيون بشكل حاد في الأسابيع التي سبقت الحدث. وهي أيضًا واحدة من أولى عمليات البث التي تم تسجيلها عن عمد للأجيال القادمة ولا تزال موجودة بالكامل حتى اليوم.

### يوليو
- 18 يوليو - تجربة كتلة رابعة، أولا وقبل الشهير كتلة رابعة من مسلسلات الخيال العلمي التي كتبها نايجل كنييل، يبدأ عرضه على بي بي سي.
- 20 يوليو - بدأ الأيام الخوالي على خدمة تلفزيون بي بي سي.

### أغسطس
- لا أحداث.

### سبتمبر
- لا أحداث.

### أكتوبر
- لا أحداث.

### نوفمبر
- 11 تشرين الثاني (نوفمبر) - إطلاق مسلسل بانوراما للأحداث الجارية على خدمة تلفزيون بي بي سي. إنه الآن أفضل برنامج عرضي في تاريخ التلفزيون البريطاني.
- 26 تشرين الثاني (نوفمبر) - دعم أقران في مجلس اللوردات خطط الحكومة لإدخال التلفزيون التجاري في المملكة المتحدة.[2]

### ديسمبر
- 2 ديسمبر - بثت هيئة الإذاعة البريطانية «رمزها التلفزيوني» لأول مرة، وهو أول رمز عرض تلفزيوني متحرك في العالم. المعروفة باسم «أجنحة الخفافيش» من قبل عشاق الشعار، بقيت حتى عام 1960.
- يقدم بيتر سكوت أول بث تلفزيوني للتاريخ الطبيعي لهيئة الإذاعة البريطانية، من منزله في سليمبريدج.

## لأول مرة
- 17 يناير - واجه الموسيقى (1953-1955)
- 10 فبراير - ورتزيل جوميدج يتحول إلى مخبر (1953)
- 11 مارس - نمط الزواج (1953)
- 17 مارس - روبن هود (1953)
- 25 أبريل - شخصي بدقة (1953)
- 6 مايو - ريجي ليتل آت لارج (1953)
- 4 يوليو - المخبر العظيم (1953)
- 18 يوليو - تجربة كتلة رابعة (1953)
- 20 تموز (يوليو) - الأيام الخوالي (1953-1983)
- 25 أغسطس - التايمز تاغ (1983)
- 23 سبتمبر - مسرح جاريسون (1953-1955)
- 26 سبتمبر - مكان التنفيذ (1953)
- 11 تشرين الثاني (نوفمبر) - بانوراما (1953 حتى الآن)
- 26 ديسمبر - سيرة تيكمان (1953-1954)
- غير معروف - راج وتاج وبوبتايل (1953–1965)

## البرامج التلفزيونية المستمرة

### عشرينيات القرن الماضي
- بي بي سي ويمبلدون (1927-1939، 1946-2019، 2021-2024)

### الثلاثينيات
- سباق القوارب (1938-1939، 1946-2019)
- بي بي سي للكريكيت (1939، 1946-1999، 2020-2024)

### الأربعينيات
- مافن البغل (1946-1955، 2005-2006)
- نشرة إخبارية تلفزيونية (1948-1954)
- تعال للرقص (1949-1998)

### الخمسينيات
- آندي باندي (1950–1970، 2002-2005)
- رجال أصيص الزهور (1952-1958، 2001-2002)
- شاهد مع الأم (1952–1973)
- ذا أبلياردز (1952-1957)
- كل ما يخصك (1952-1961)

## إنتهت في عام 1953
- «روبن هود» (1953)

## المواليد
- 11 يناير - جون سيشنز، ممثل (توفي 2020)
- 24 يناير - بروس جونز، ممثل
- 9 فبراير - سياران هيندز، ممثل أيرلندي (روما)
- 17 فبراير - نورمان بيس، ممثل وكوميدي
- 27 فبراير - غافن إسلر، مؤلف ومقدم برامج تلفزيونية
- 24 أبريل - تيم وودوارد، ممثل
- 1 مايو - روب سبندلوف، ممثل
- 16 مايو - بيرس بروسنان، الممثل الأيرلندي المولد (ريمنجتون ستيل)
- 19 مايو - فيكتوريا وود، فنانة كوميدية إنجليزية (تُوفيت 2016)
- 24 مايو - ألفريد مولينا، ممثل إنجليزي
- 26 مايو - مايكل بورتيو، سياسي إنجليزي، صحفي ومذيع
- 19 يونيو - هيلاري جونز، طبيبة ومقدمة برامج تلفزيونية وشخصية إعلامية
- 7 أغسطس - ليزلي نيكول، ممثلة
- 23 سبتمبر - نيكولاس ويتشل، صحفي
- 4 أكتوبر - كريستوفر فيربانك، ممثل إنجليزي
- 12 أكتوبر - ليه دينيس، مضيف برنامج ألعاب، ممثل
- 27 أكتوبر - بيتر فيرث، ممثل
- 13 نوفمبر - ديانا ويستون، ممثلة
- 16 نوفمبر - جريف ريس جونز، ممثل كوميدي وممثل وكاتب
- 13 ديسمبر - جيم ديفيدسون، ممثل كوميدي